# Akechi Mitsuhide
Akechi Mitsuhide est un nom japonais traditionnel ; le nom de famille (ou le nom d'école), Akechi, précède donc le prénom (ou le nom d'artiste) Mitsuhide.
Akechi Mitsuhide (明智光秀, Akechi Mitsuhide, 10 mars 1528-2 juillet 1582), surnommé Jubei (十兵衛), était un samouraï né dans la province de Mino (actuelle préfecture de Gifu) pendant la période Sengoku de l'histoire du Japon. C'était un général au service du daimyo Oda Nobunaga, bien qu'il l'ait ensuite trahi et amené à commettre le seppuku, mais également un homme cultivé, un grand amateur de la cérémonie du thé et un poète à ses heures perdues.

## Biographie

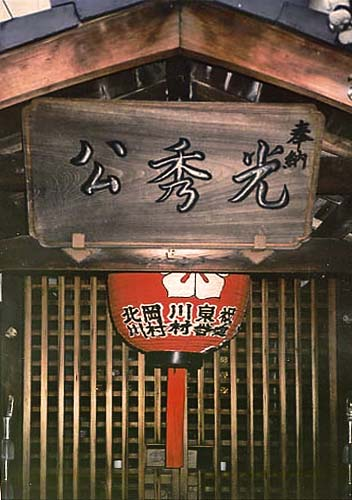
Sanctuaire de Mitsuhide Akechi à Kyōto.

Akechi Mitsuhide est né en 1528, dans la province de Mino. Il entre au service de Oda Nobunaga en 1566, sous le nom de Koretō, après la conquête de sa province natale par celui-ci et reçoit Sakamoto (un fief de 100 000 koku dans la province d'Omi) en 1571. Même s'il est rare que Nobunaga mette beaucoup de confiance dans ses vassaux, il a pleine confiance en Shibata Katsuie, Hashiba Hideyoshi et Akechi Mitsuhide. Après que ce dernier a reçu Sakamoto, il s'occupe de pacifier la région de Tamba en vainquant plusieurs clans dont les Tango et les Isshiki.
Après avoir été un temps gouverneur de Hyūga, il conquiert la province de Tamba, aujourd'hui Kyōto, pour le compte de Nobunaga, ce qui permet à celui-ci d'accéder à l'empereur.
En 1579, il prend le château de Yakami à Hatano Hideharu, lequel résiste à Nobunaga depuis 3 ans, en lui faisant des promesses de paix : pour lui permettre de se rendre avec dignité, Mitsuhide lui donne sa propre mère en otage. Le but de Mitsuhide est atteint, mais Nobunaga fait exécuter Hideharu. En représailles, un groupe de vassaux d'Hideharu assassinent la mère de  Akechi Mitsuhide. Mitsuhide fait peser sur Nobunaga la responsabilité de la mort de sa mère, et se vengera 3 ans plus tard par l'attaque du temple Honnō-ji le 21 juin 1582 : pour éviter d'être pris lors de cette attaque, Nobunaga se suicide.
Akechi Mitsuhide prend alors le titre de général en chef des armées, mais Toyotomi Hideyoshi et Tokugawa Ieyasu accourent pour venger Nobunaga. Hideyoshi arrive le premier, et attaque Mitsuhide à la bataille de Yamazaki le 2 juillet. Il s'enfuit et parvient à survivre pendant deux jours de plus, mais est finalement tué (la rumeur veut qu'il ait été tué par un paysan armé d'une lance de bambou mais l'on raconte aussi qu'il a réussi à s'enfuir pour finir sa vie en moniale sous le nom de Tenkai).
Ce très court règne lui vaut le surnom de « Jūsan kūbo », le « shogun de treize jours ».
Sa troisième fille, Tama, épouse de Tadaoki Hosokawa, est célèbre pour s'être convertie au christianisme sous le nom de Gracia Hosokawa.

## Archéologie
En février 2024, la ville d'Otsu annonce que des archéologues ont mis au jour un mur de 30 m. de long et 1 m. de haut, ainsi qu'un fossé, qui feraient partie de l'enceinte extérieure du château de Sakamoto, incendié en 1582 après le coup d’état de Mitsuhide.

## Mitsuhide Akechi dans la culture populaire
- Armand Cabasson, « Nuit au Honnô-ji », Par l'épée et le sabre, Éditions Thierry Magnier. Cette longue nouvelle est une reconstitution de la dernière nuit d'Oda Nobunaga, dans le Honnō-ji assailli par l'armée du général rebelle Akechi Mitsuhide.
- Mitsuhide Akechi est présent dans les jeux vidéo Samurai Warriors 2, Samurai Warriors 3, Samurai Warriors 4, Samurai Warriors 5, Warriors Orochi 2, Warriors Orochi 3, Warriors Orochi 4, Samurai Warriors Chronicles, Pokémon Conquest, Sengoku Basara: Samurai Heroes sous le nom de Tenkai, Onimusha 3: Demon Siege, Assassin's Creed Shadows.
- Mitsuhide Akechi est présent dans le manga Billy Bat de Naoki et, sous une forme féminine, Oda nobuna no yabou de Mikage Kasuga.
- Dans la série Nobunaga Concerto il est présent et il est en fait le véritable Oda Nobunaga.
- Dans le manga Le Chef de Nobunaga, Mitsuhide Akechi est présenté comme un vieillard, quand Nobunaga est un trentenaire, alors que les deux n'ont que six ans d'écart.